# SHV-kantoor (Utrecht)
Het kantoorgebouw van de SHV aan de Rijnkade/Mariaplaats in de Nederlandse stad Utrecht is een bouwwerk dat dateert uit de late wederopbouwperiode.
Het hoofdkantoor van de SHV (Steenkolen Handels Vereeniging) stond reeds sinds 1913 op deze locatie in de binnenstad van Utrecht. Het huidige gebouw is ontworpen door architectenbureau Op ten Noort-Blijdenstein. De bouw startte in 1958 en de opening volgde in 1960. Het gebouw werd onder andere voorzien van natuurstenen gevels met grote glaspartijen, bedrijfswoningen en een ondergrondse parkeergarage. Kunstenaar Pieter d'Hont ontwierp drie bedrijfsgerelateerde gevelreliëfs. Nicolaas Wijnberg vervaardigde een vloermozaïek met een voorstelling van de vier jaargetijden. In de groenstrook voor het gebouw is in 1967 een beeld onthuld van  Paul Grégoire.
Gaandeweg volgden een of meer uitbreidingsplannen. Er kwam kritiek op (onder meer) omdat een 36 meter hoog kantoorgebouw werd beoogd. Rond 2004 volgde een verbouwing annex renovatie van het bouwwerk waarbij de woonruimtes veranderd zijn naar kantoorruimte. In 2013 maakte de Minister van Onderwijs, Cultuur en Wetenschap bekend dat het kantoorgebouw samen met 88 andere werken uit de late wederopbouwperiode zal worden voorgedragen als rijksmonument. In 2015 volgde de aanwijzing tot rijksmonument.

## Zie ook

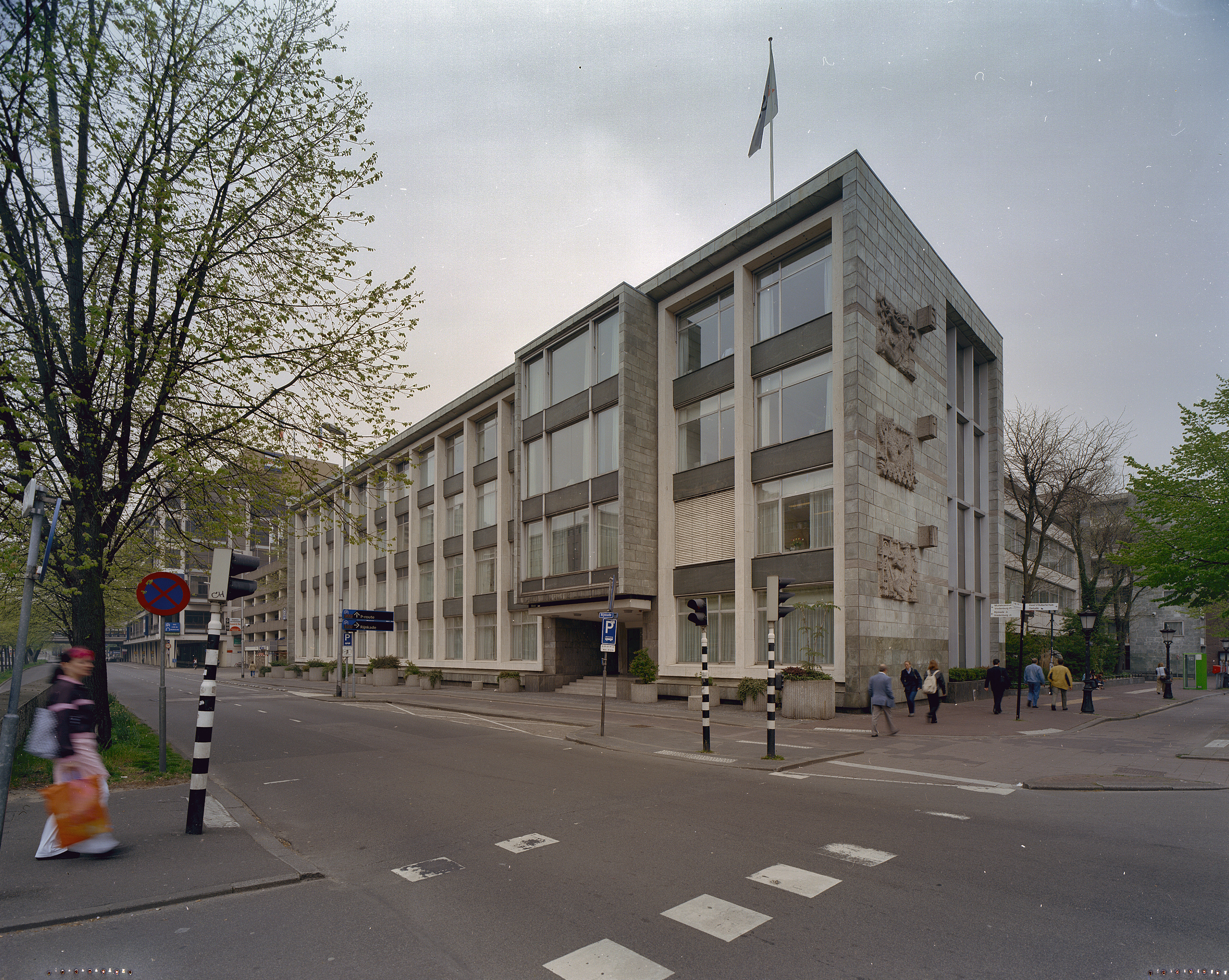
Het gebouw in mei 2002 voor de herinrichting van de Rijnkade
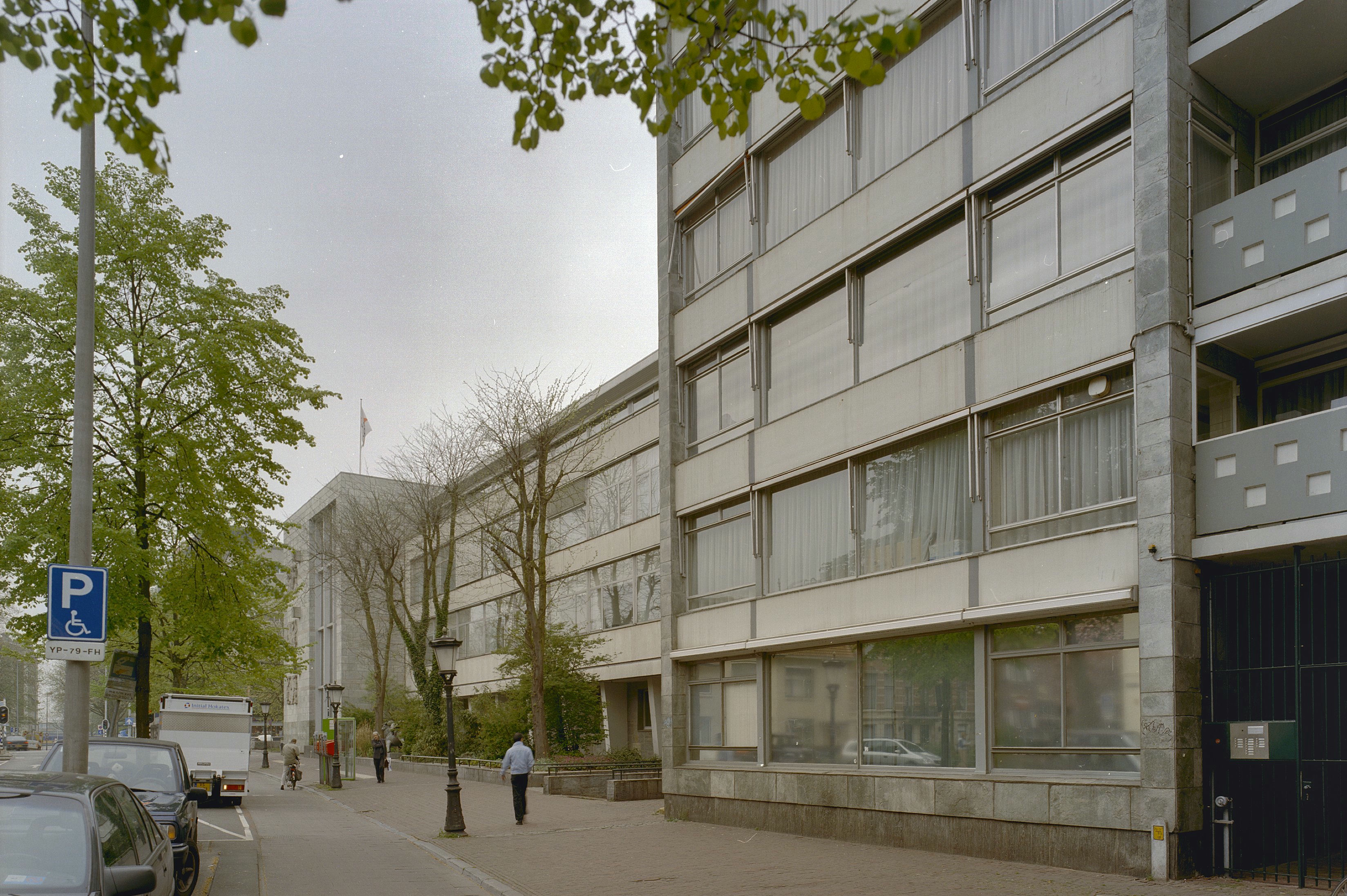
Gevelpartijen aan de zijde van de Mariaplaats
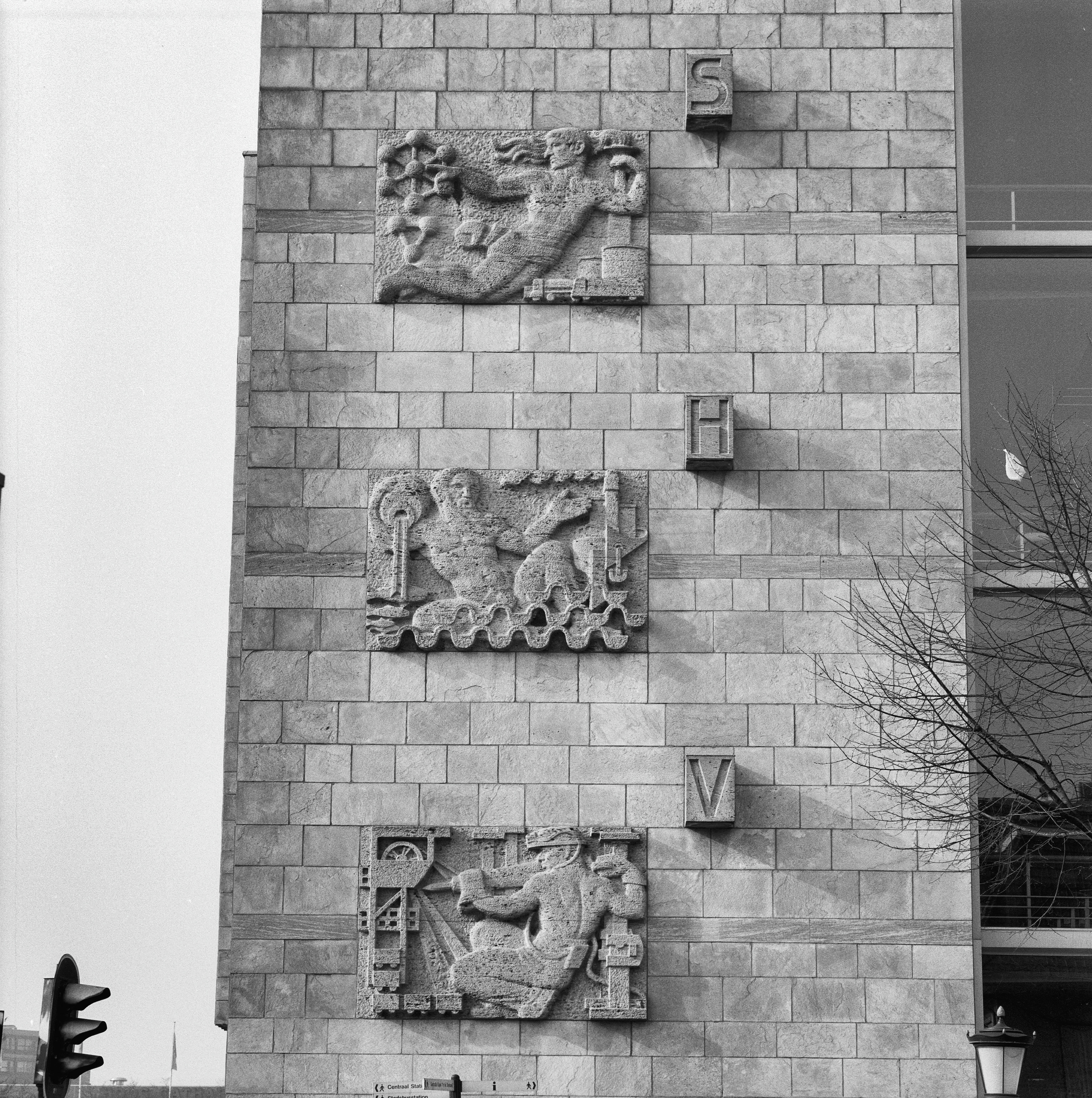
Beeldhouwwerken in de gevel van beeldhouwer Pieter d'Hont
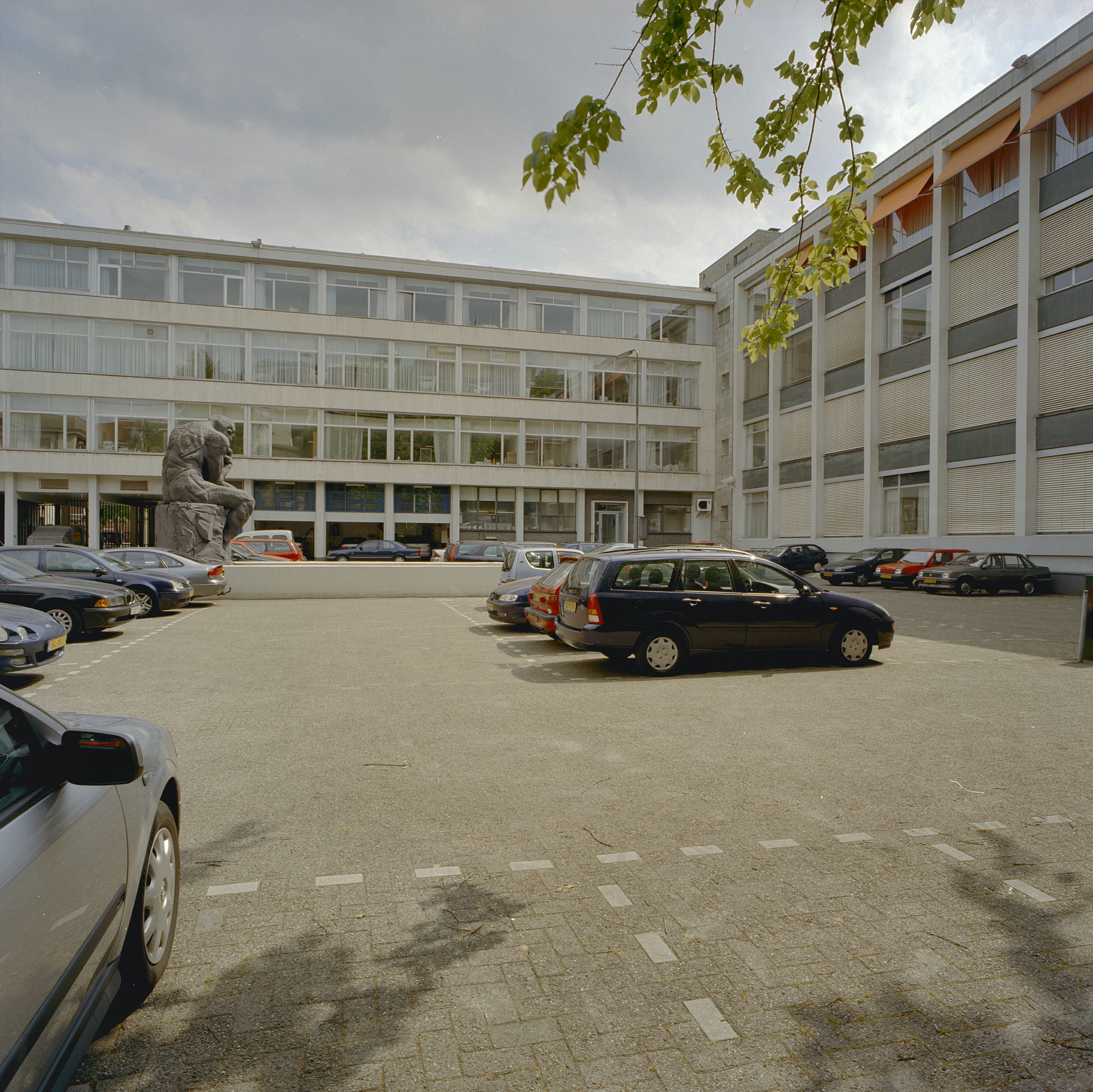
Deel van de binnenplaats
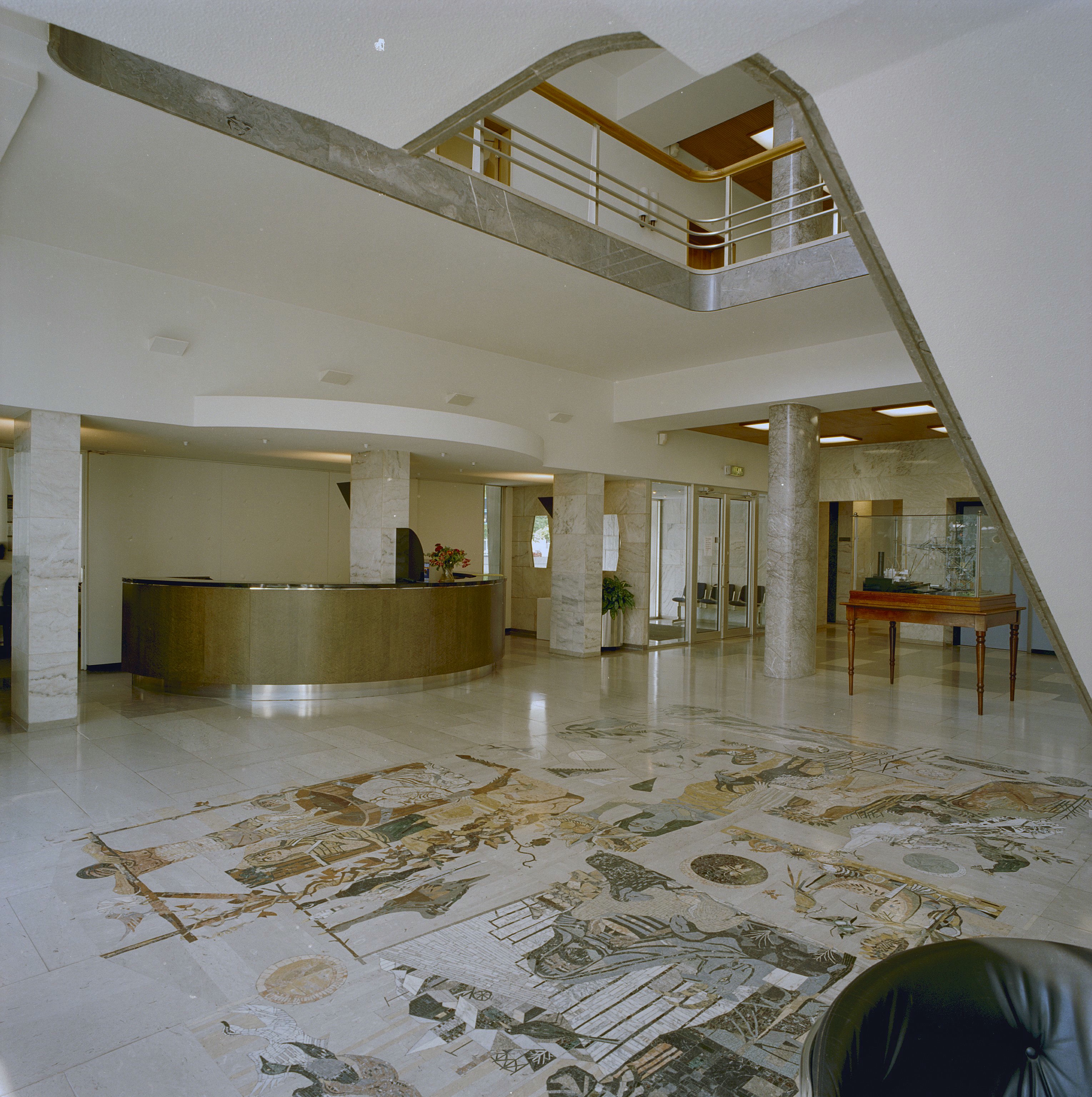
Deel van het centrale trappenhuis met een vloermozaïek van Wijnberg
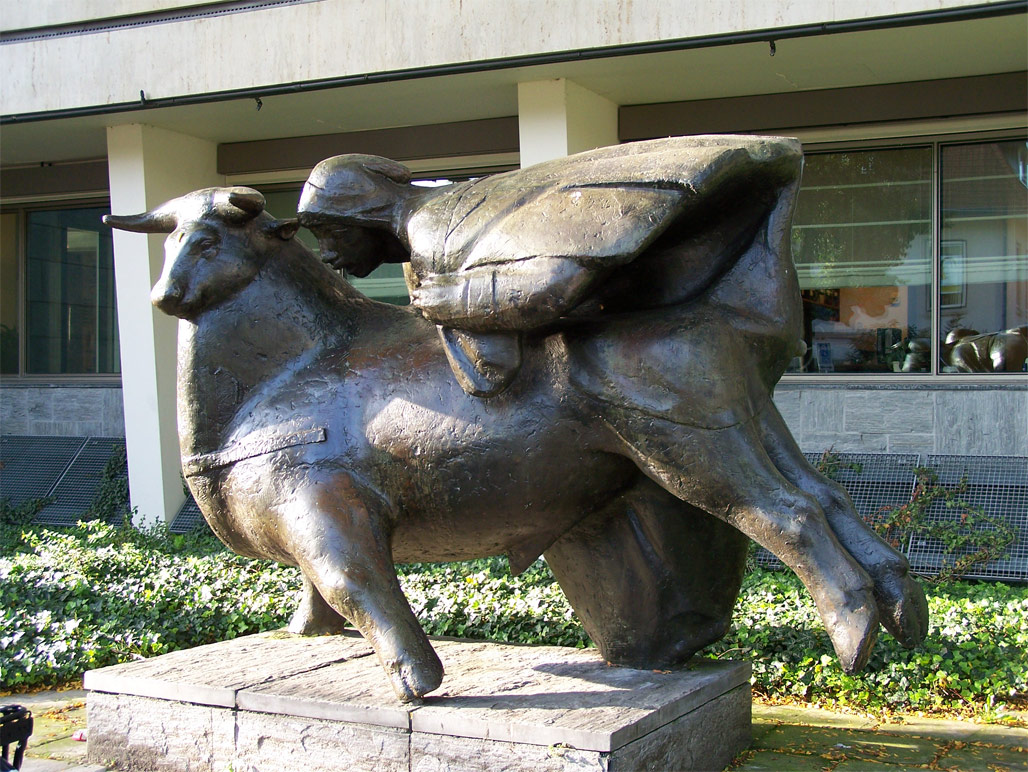
Beeld van Paul Grégoire in de groenstrook voor het gebouw